# Rosół
El rosół es un caldo de carne y verduras, una sopa sin espesar. Este caldo se llamaba rozsół (o rozsol), de donde deriva su nombre actual. El rosół es uno de los platos nacionales polacos. Se prepara a base de aves de corral (normalmente gallina o pollo, menos frecuentemente capón), alternativamente de ternera o de cordero (por ejemplo, el rosół skopowy, —de Silesia de Cieszyn, caldo preparado con un cordero castrado— o en Alta Silesia de palomas). Se sirve con pasta como tallarineso cintas, con bolitas de masa, con patatas o con matzá. En Silesia de Cieszyn el rosół se sirve también con albóndigas de hígado. El primer libro de cocina publicado en Polonia en 1682, Compendium ferculorum, czyli zebranie potraw (colección de platos) incluye una receta de caldo polaco.
El rosół es un plato que requiere un tiempo de preparación relativamente largo. La preparación consiste en cocinar la carne acompañada por un conjunto de verduras (mirepoix). La sopa era originalmente el resultado de la cocción de la carne en agua durante mucho tiempo, que en la antigüedad se conservaba mediante la salazón y el secado. Para preparar un caldo sabroso y sustancioso la cocción de los ingredientes debe comenzar con agua fría, llevándola lentamente a un ligero hervor. Esta forma de cocinar hace que la mayor parte de los nutrientes contenidos en la carne y las verduras pase al caldo, que una vez sazonado se convierte en el rosół. El rosół es también la base de muchas otras sopas, como la krupnik (hecha con caldo de verduras o carne, que contiene patatas y cebada), la sopa de verduras o el borsch de remolacha.
Durante el tiempo de la República Popular de Polonia el rosół se volvió famoso y ahora junto a la milanesa es uno de los platos tradicionales y típicos del almuerzo de domingo o de diversas celebraciones.